# Adolf Timmer
Adolf Timmer (1875) was een Nederlandse smid die bekend is geworden door de door hem gebouwde ontwerpen.
Timmer had een smederij aan het Zuiderdiep te Valthermond, vanuit daar ontwikkelde en bouwde hij diverse voorwerpen en apparaten. Bekende ontwerpen zijn de AT-schop, de baggersnijder en fietsen die onder het merk Gasvrat werden verkocht. Deze fietsen ontwierp en bouwde hij samen met een huisarts, die eveneens uit Valthermond kwam. Aan het eind van 1915 was Timmer bijna failliet gegaan door het fietsenmerk.
Zijn baggersnijder was een prototype, en werd later doorontwikkeld door machinefabriek Smoke en Lodder uit Ter Apel. Het apparaat zorgde destijds ervoor dat vrouwen niet meer het zware snijwerk hoefden te doen. In het Veenmuseum kan men nog een voorbeeld vinden van de baggersnijder. 
De AT-schop was dermate succesvol, dat deze uiteindelijk ook daadwerkelijk fabrieksmatig werd gemaakt. De schop was specifiek ontwikkeld als steekschop, vooral geschikt om door het veen te steken. De schop gleed gemakkelijker door het veen; dit verlichtte de zware arbeid van de turfstekers. Er is met zekerheid nog een exemplaar overgebleven.